# چاپین کاتلر
چاپین کاتلر (انگلیسی: C. Chapin Cutler؛ ۱۶ دسامبر ۱۹۱۴ – ۱ دسامبر ۲۰۰۲) مهندس برق اهل ایالات متحده آمریکا بود. وی همچنین برندهٔ جوایزی همچون مدال ادیسون انجمن مهندسان برق و الکترونیک شده است.